# Lasiplexia chalybeata
Lasiplexia chalybeata är en fjärilsart som beskrevs av George Francis Hampson. Lasiplexia chalybeata ingår i släktet Lasiplexia och familjen nattflyn. Inga underarter finns listade i Catalogue of Life.